# Sancho Gracia
Félix Ángel Sancho Gracia (Madrid, 17 de septiembre de 1936-Madrid, 8 de agosto de 2012), conocido artísticamente por sus dos apellidos, Sancho Gracia, fue un actor español
Fue un relevante y popular actor de cine, televisión y teatro que participó en muchas películas en su extensa carrera actoral, así como en multitud de obras de teatro. Sus trabajos para la televisión le hicieron muy popular, en especial su interpretación de Curro Jiménez en la serie televisiva del mismo título, aunque otras como Los tres mosqueteros, Los camioneros o La máscara negra también fueron muy exitosas.
Participó también en las películas Montoyas y Tarantos (1989), dirigida por  Vicente Escrivá, y El crimen del padre Amaro (2002), de Carlos Carrera, que fueron seleccionadas para los Óscar en representación de España y México, respectivamente.
Fue candidato al Goya a la mejor interpretación masculina en 2002 por su trabajo en 800 balas, dirigida por Álex de la Iglesia. La Asociación de Críticos de Nueva York le premió por su participación en la película El crimen del padre Amaro en febrero de 2003, y fue galardonado con el premio Calabuch de Honor a toda una carrera en el Festival Internacional de Cine de Peñíscola, de cine de comedia, ese mismo año.
Estuvo muy vinculado con Uruguay, donde residió desde 1950 hasta 1963, y donde comenzaría su carrera de actor a la sombra de Margarita Xirgu. Fue agregado cultural honorario de Uruguay en España desde enero de 1991 hasta su fallecimiento.

## Biografía
Nació el 17 de septiembre de 1936 en Madrid. En 1949, debido a problemas económicos, emigró con su familia a Uruguay. Allí estudió interpretación en la Escuela Municipal de Arte Dramático (EMAD), dirigida por Margarita Xirgu. Debutó precisamente con esa misma actriz en la Comedia Nacional de Uruguay, con un montaje de El sueño de una noche de verano, de William Shakespeare. Luego seguirían obras de Lope de Vega, Jacinto Benavente, Albert Camus y Jacobo Langsner. En 1963 regresó a España, donde trabajó a las órdenes de los grandes directores de escena del país, como José Tamayo o Miguel Narros.
Su paso por el cine comenzaría en 1964, cuando debutó con La otra mujer, de François Villiers. A partir de ese momento, y a lo largo de cuatro décadas de carrera, rodó más de 80 películas con, entre otros, José Luis Sáenz de Heredia, Juan Antonio Bardem, Jaime de Armiñán, José Luis Cuerda y Álex de la Iglesia.
Sin embargo, su mayor cuota de popularidad se la debe a la televisión, medio en el que comenzó a trabajar a principios de la década de 1960. En los siguientes años, su presencia ante las cámaras de Televisión Española fue casi continua, con apariciones en las obras de teatro televisado del espacio Estudio 1 (interviniendo en las adaptaciones para la pequeña pantalla de, entre otras, El alcalde de Zalamea, Otelo o Doce hombres sin piedad), o series como Los camioneros. Fue en 1976-77 cuando protagonizó la serie que le llevó definitivamente a la fama, Curro Jiménez, por la que sería recordado hasta el momento de su muerte.
En 1984 interpretó al criminal ajusticiado José María Jarabo en un capítulo de la serie La huella del crimen que dirigió Juan Antonio Bardem.
En la década de los 90, también trabajó en televisión como presentador de algunos programas, como, por ejemplo, el programa Todo por la pasta (1993).
A lo largo de su amplia carrera cinematográfica trabajó en multitud de producciones internacionales, tanto norteamericanas como europeas, varias de ellas del género spaghetti western. Destacan: 100 Rifles (con Burt Reynolds y Raquel Welch), Pampa salvaje (con Robert Taylor), Marco Antonio y Cleopatra (con Charlton Heston) y Marbella, un golpe de cinco estrellas (con Rod Taylor, Britt Ekland y Paco Rabal).
Casado con la uruguaya Noela Aguirre Gomensoro, su padrino de boda fue Adolfo Suárez González. Tuvieron tres hijos: Rodrigo, Félix y el también actor Rodolfo Sancho.
El actor falleció a los 75 años en la Clínica Quirón de Madrid, la noche del 8 de agosto de 2012 por las complicaciones causadas por el cáncer de pulmón que padecía, siendo posteriormente incinerado en el Tanatorio de Alcobendas de la misma ciudad.
Uno de sus proyectos cinematográficos inacabados fue llevar a la pantalla grande La tierra purpúrea, del novelista anglo argentino Guillermo Enrique Hudson, de acuerdo con su Diario de viaje, que por razones de salud desistió.

## Filmografía

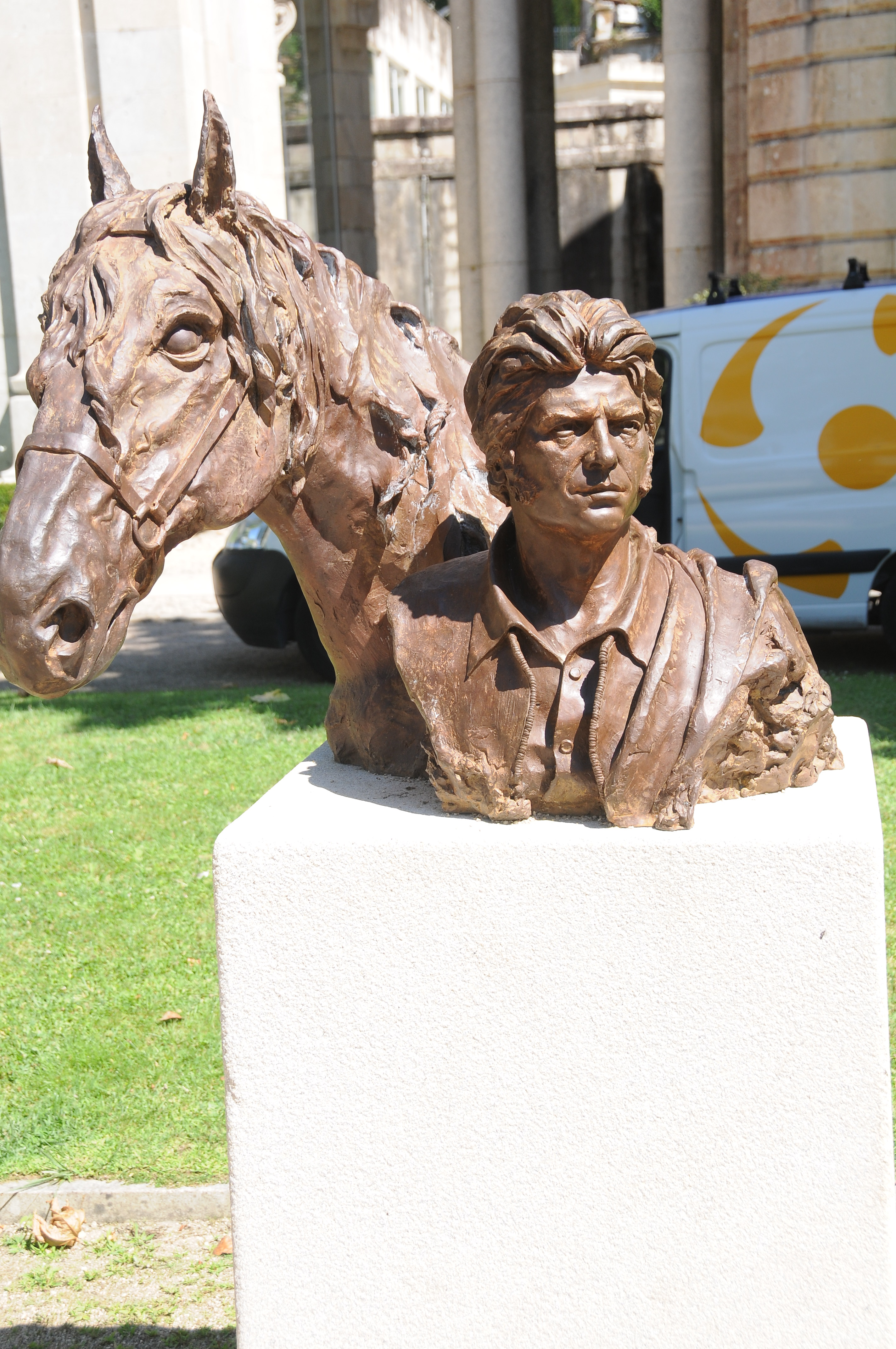
Busto en Mondariz-Balneario

### Cines
| Año  | Película                                     | Director                              |
| ---- | -------------------------------------------- | ------------------------------------- |
| 1964 | La otra mujer                                | François Villiers                     |
| 1965 | Plazo para morir                             | Giovanni Grimaldi                     |
| 1965 | El sheriff no dispara                        | José Luis Monter Renato Polselli      |
| 1966 | La ciudad no es para mí                      | Pedro Lazaga                          |
| 1966 | Camino del Rocío                             | Rafael Gil                            |
| 1966 | Fray Torero                                  | José Luis Sáenz de Heredia            |
| 1966 | Las viudas                                   | Julio Coll                            |
| 1966 | Cazador de recompensas                       | Tonino Valerii                        |
| 1966 | Pampa salvaje                                | Hugo Fregonese                        |
| 1966 | Las últimas horas...                         | Santos Alcocer                        |
| 1966 | ¡Es mi hombre!                               | Rafael Gil                            |
| 1966 | Espi... ando                                 | Francisco Ariza                       |
| 1966 | Operación Póker: agente 05-14                | Osvaldo Civirani                      |
| 1966 | Los duendes de Andalucía                     | Ana Mariscal                          |
| 1967 | La casa de las mil muñecas                   | Jeremy Summers                        |
| 1967 | Club de solteros                             | Pedro Mario Herrero                   |
| 1967 | ¿Qué hacemos con los hijos?                  | Pedro Lazaga                          |
| 1967 | Oro maldito                                  | Giulio Questi                         |
| 1968 | La chica de los anuncios                     | Pedro Lazaga                          |
| 1968 | Robo de diamantes                            | Bernard Glasser Harry Spalding        |
| 1969 | Simón Bolívar                                | Alessandro Blasetti                   |
| 1969 | La furia de los siete magníficos             | Paul Wendkos                          |
| 1969 | 100 Rifles                                   | Tom Gries                             |
| 1970 | El último día de la guerra                   | Juan Antonio Bardem                   |
| 1971 | Rain for a Dusty Summer                      | Arthur Lubin                          |
| 1972 | La selva blanca                              | Ken Annakin                           |
| 1972 | Marco Antonio y Cleopatra                    | Charlton Heston                       |
| 1973 | El espectro del terror                       | José María Elorrieta                  |
| 1974 | Dick Turpin                                  | Fernando Merino                       |
| 1976 | Guerreras verdes                             | Ramón Torrado                         |
| 1978 | Avisa a Curro Jiménez                        | Rafael Romero Marchent                |
| 1980 | Él y él                                      | Eduardo Manzanos Brochero             |
| 1985 | La hora bruja                                | Jaime de Armiñán                      |
| 1985 | Marbella, un golpe de cinco estrellas        | Miguel Hermoso                        |
| 1985 | De tripas corazón                            | Julio Sánchez Valdés                  |
| 1988 | Gallego                                      | Manuel Octavio Gómez                  |
| 1989 | Montoyas y Tarantos                          | Vicente Escrivá                       |
| 1993 | Tocando fondo                                | José Luis Cuerda                      |
| 1993 | Huidos                                       | Sancho Gracia                         |
| 1996 | Cachito                                      | Enrique Urbizu                        |
| 1997 | Martín (Hache)                               | Adolfo Aristaráin                     |
| 1998 | La mirada del otro                           | Vicente Aranda                        |
| 1999 | Inferno                                      | Joaquim Leitão                        |
| 1999 | Muertos de risa La justicia de los forajidos | Álex de la Iglesia William J.Corcoran |
| 2000 | La Comunidad                                 | Álex de la Iglesia                    |
| 2000 | A galope tendido                             | Julio Suárez                          |
| 2000 | Luz de inocencia                             | Isidro Carbajal                       |
| 2001 | No te fallaré                                | Manuel Ríos San Martín                |
| 2002 | 800 balas                                    | Álex de la Iglesia                    |
| 2002 | El robo más grande jamás contado             | Daniel Monzón                         |
| 2002 | La caja 507                                  | Enrique Urbizu                        |
| 2002 | El crimen del padre Amaro                    | Carlos Carrera                        |
| 2002 | ¡Hasta aquí hemos llegado!                   | Yolanda García Serrano                |
| 2003 | El Cid: La leyenda                           | José Pozo (voz)                       |
| 2003 | El oro de Moscú                              | Jesús Bonilla                         |
| 2003 | El furgón                                    | Benito Rabal                          |
| 2004 | Perfecto amor equivocado                     | Gerardo Chijona                       |
| 2004 | Mala uva                                     | Javier Domingo                        |
| 2005 | R2 y el caso del cadáver sin cabeza          | Álvaro Sáenz de Heredia               |
| 2005 | La leyenda del espantapájaros                | Marco Besas                           |
| 2005 | Bailando chachacha                           | Manuel Herrera                        |
| 2006 | La bicicleta                                 | Sigfrid Monleón                       |
| 2006 | Los mánagers                                 | Fernando Guillén Cuervo               |
| 2006 | Los muertos van deprisa                      | Ángel de la Cruz                      |
| 2009 | 7 pasos y medio                              | Lalo García                           |
| 2010 | Balada triste de trompeta                    | Álex de la Iglesia                    |
| 2010 | Entrelobos                                   | Gerardo Olivares                      |

### Televisión
| Año       | Película o programa                              |                  |
| --------- | ------------------------------------------------ | ---------------- |
| 1963      | Gran teatro                                      | Episodio         |
| 1964      | Historias de mi barrio                           | 5 Episodios      |
| 1964      | Teatro de familia                                | 5 Episodios      |
| 1964      | Primera fila                                     | 4 Episodios      |
| 1964-1971 | Novela                                           | Varios episodios |
| 1965      | Tú tranquilo                                     | Episodio         |
| 1965-1973 | Estudio 1                                        | Varios episodios |
| 1966      | El tercer rombo                                  | Episodio         |
| 1966      | Diego de Acevedo                                 | Episodio         |
| 1967      | Historias naturales                              | 2 Episodios      |
| 1967      | Autores invitados                                | Episodio         |
| 1967      | Historias de hoy                                 | 2 Episodios      |
| 1967-1970 | Teatro de siempre                                | Varios episodios |
| 1968      | Telecomedia de humor                             | Episodio         |
| 1969      | Honeymoon with a Stranger                        |                  |
| 1970      | Páginas sueltas                                  | Episodio         |
| 1971      | Los tres mosqueteros                             | Miniserie        |
| 1972      | Pequeño estudio                                  | Episodio         |
| 1973      | "Doce hombres sin piedad"                        | Estudio 1        |
| 1973-1974 | Los camioneros                                   |                  |
| 1974      | Cuentos y leyendas                               | Episodio         |
| 1975      | Original                                         | Episodio         |
| 1976-1978 | Curro Jiménez                                    |                  |
| 1977      | Mala racha                                       |                  |
| 1982      | La máscara negra                                 |                  |
| 1982      | La isla de los fugitivos                         |                  |
| 1983      | Los desastres de la guerra                       | Miniserie        |
| 1984      | La huella del crimen 1: Jarabo                   | Episodio         |
| 1985      | Página de sucesos                                | Episodio         |
| 1987      | La tía de Frankenstein                           | Miniserie        |
| 1991      | I misteri della giungla nera                     |                  |
| 1991      | La isla de los piratas                           |                  |
| 1992      | Tango                                            | Miniserie        |
| 1992      | Crónicas del mal                                 | 1 Episodio       |
| 1993      | Todo por la pasta                                | Presentador      |
| 1993      | Amor de Papel (Venezuela)                        | Telenovela       |
| 1994      | Curro Jiménez II                                 |                  |
| 1996      | Pratos combinados                                | 1 Episodio       |
| 1997      | Hostal Royal Manzanares                          |                  |
| 1997      | Tratado de las buenas maneras                    |                  |
| 1997      | La virtud del asesino                            |                  |
| 1999      | Puerta con puerta                                |                  |
| 1999      | The long kill: La justicia de los forajidos      |                  |
| 1999      | El secreto de la porcelana                       |                  |
| 2001      | Calígula                                         |                  |
| 2004      | 7 vidas                                          | Episodio         |
| 2005      | Lobos                                            |                  |
| 2006      | La dársena de poniente                           |                  |
| 2006      | Películas para no dormir: La habitación del niño | Episodio         |
| 2009      | Unidad Central Operativa                         |                  |

### Teatro
- Un sombrero de paja de Italia (1957), de Eugène Labiche.
- Peribáñez y el comendador de Ocaña (1957), de Lope de Vega.
- El sueño de una noche de verano (1957), de William Shakespeare (Debut)
- El cardenal de España (1960), de Henry de Montherlant.
- Bodas de sangre, de Federico García Lorca.
- Los intereses creados (1962), de Jacinto Benavente.
- El caballero de Olmedo (1962), de Lope de Vega.
- Divinas palabras (1962), de Valle-Inclán.
- Esperando la carroza (1963), de Jacobo Langsner
- Calígula (1963), de Albert Camus
- El sirviente (1964), de Robin Maugham.
- Mañana te lo dire (1966), de James Saunders.
- La colección (1968), de Harold Pinter.
- Fortunata y Jacinta (1969), de Benito Pérez Galdós.
- La mamma (1970/71), de André Roussin.
- Cómo ama la otra mitad (1971), de Alan Ayckbourn
- Tiempo de espadas (1972), de Jaime Salom.
- Combate de negro y perros (1990/91).
- Don Juan Tenorio (1995), de José Zorrilla.
- Goya (obra de teatro) (1996), de Alfonso Plou.
- Panorama desde el puente (2000/01), de Arthur Miller.
- La cena de los generales (2008).

## Premios
Premios Goya
| Año  | Categoría                                   | Película  | Resultado |
| ---- | ------------------------------------------- | --------- | --------- |
| 2002 | Mejor interpretación masculina protagonista | 800 balas | Candidato |

Premios de la Unión de Actores
| Año  | Categoría                      | Película   | Resultado |
| ---- | ------------------------------ | ---------- | --------- |
| 2010 | Mejor actor de reparto de cine | Entrelobos | Candidato |

Premios TP de Oro
| Año  | Categoría                       | Película                        | Resultado |
| ---- | ------------------------------- | ------------------------------- | --------- |
| 1977 | Mejor actor nacional            | Curro Jiménez                   | Ganador   |
| 2010 | Premio Especial a toda una vida | Premio Especial a toda una vida | Ganador   |

Medallas del Círculo de Escritores Cinematográficos
| Año  | Categoría              | Película   | Resultado |
| ---- | ---------------------- | ---------- | --------- |
| 2010 | Mejor actor secundario | Entrelobos | Nominado  |

Premios de la Asociación de Cronistas del Espectáculo (Nueva York)
| Año  | Categoría              | Película                  | Resultado |
| ---- | ---------------------- | ------------------------- | --------- |
| 2002 | Mejor actor de reparto | El crimen del padre Amaro | Ganador   |

Festival de Cine de Málaga
| Año  | Categoría                                | Película        | Resultado |
| ---- | ---------------------------------------- | --------------- | --------- |
| 2009 | Biznaga de Plata: Mejor actor de reparto | 7 pasos y medio | Ganador   |

Otros

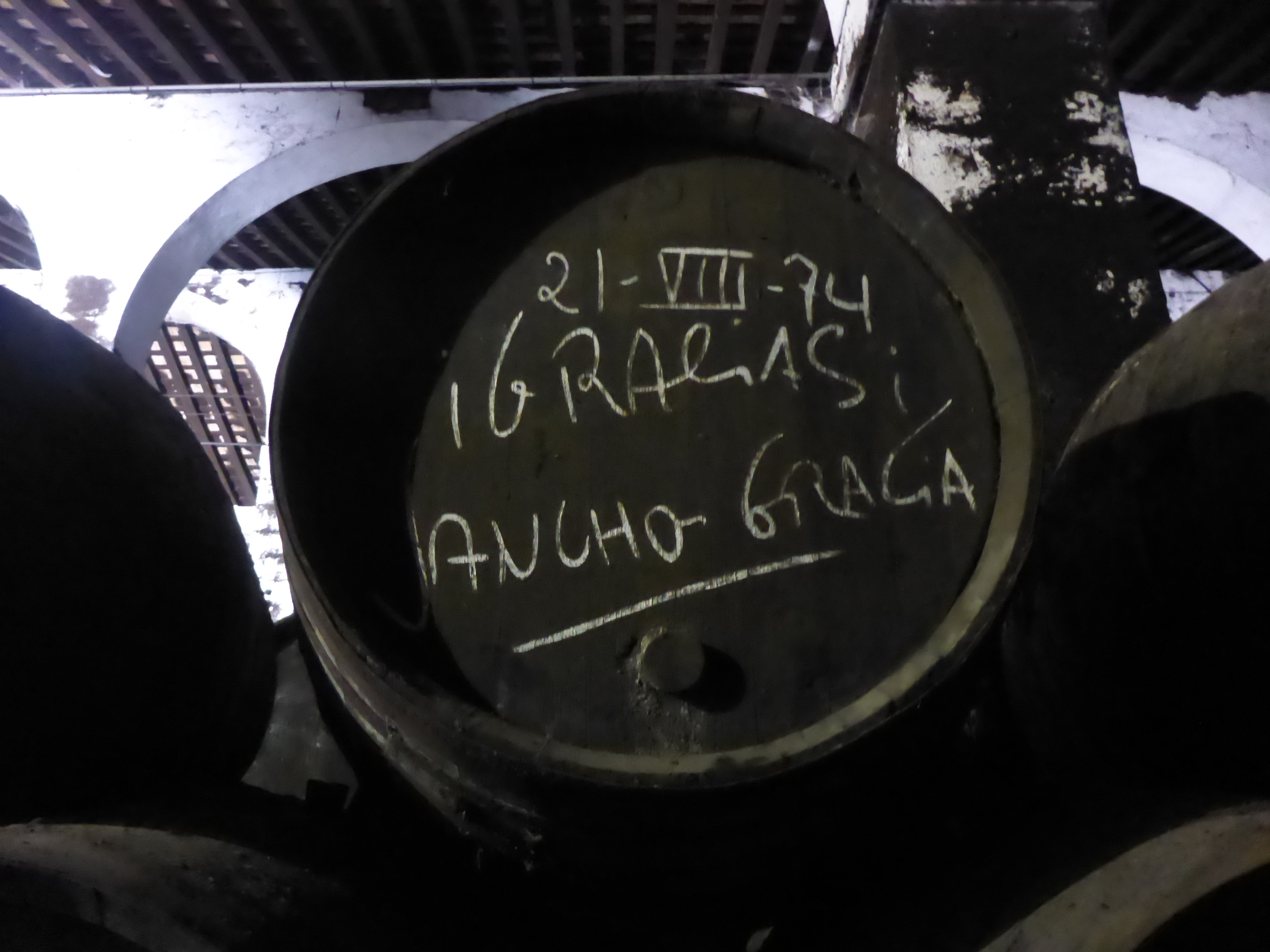
Dedicatoria en barril de jerez

- Premio de la Academia de las Ciencias y las Artes de Televisión de España: Premio Iris Especial a toda una vida
- Nominado por Curro Jiménez, el regreso de una leyenda a Premio Iris a la mejor interpretación masculina
- Premio Ondas a la serie Curro Jiménez como producción y labor de conjunto (1978)
- Aro de Plata T.V.E. (1978)
- Famoso Nacional Las Palmas (1978)
- Trofeo Costa de Azahar (1978)
- Famoso Español (1979)
- Famoso del Boto (1979)
- La Voz de la Isla de la Palma (1979)
- Trofeo OTEMA, Ciudad de Cuenca (1979)
- Premio Ondas por su papel protagonista en 800 balas (2002)
- Medalla de Oro de las Bellas Artes (2002)
- Premio Ciudad de Huelva del Festival de Cine Iberoamericano (2005)